# Nomotetyzm
Nomotetyzm (gr. nómos — prawo, thetós – ustanowiony) – poszukiwanie ogólnych, uniwersalnych (tzn. ahistorycznych) praw rządzących społecznym funkcjonowaniem jednostek (wzorowany na dziewiętnastowiecznych naukach przyrodniczych).
Nauki nomotetyczne, zajmowały się formułowaniem praw naukowych, w opozycji do nauk idiograficznych, opisujących i wyjaśniających jednostkowe fakty. Przedstawicielami tego poglądu byli Wilhelm Windelband, Heinrich Rickert.
W ekonomii podejście nomotetyczne reprezentuje szkoła austriacka, założona przez Carla Mengera.